# 莆田（中国）健康产业总会
莆田（中国）健康产业总会是2014年6月28日在中华人民共和国福建省莆田市成立的医疗产业商会，总部办公机构位于北京市。该商会是由全世界的莆田籍医疗及相关行业企业家共同发起并在民政部门注册的社会团体，旗下设有莆田（中国）健康慈善基金会。莆田健康产业总会的总顾问为前国务委员、全国人大副委员长陈至立，终身会长由莆田民间从医的“鼻祖”陈德良担任，卫生部原副部长、中国医师协会会长殷大奎。担任高级顾问。第一届会长由博爱（中国）企业集团董事局主席林志忠担任。